# Анубис
Анубис (Инпу) – бог, съпровождащ душите през тъмнината в древноегипетската митология. След смъртта води душата в небесния Дуат. Според някои писания Анубис съществува преди всички египетски богове. Според тях той е по-древен от Ре и Ра. Но според други той е брат на Ра, а някои писания твърдят, че е брат на Озирис. Други твърдят, че е брат на Хор. Не се знае кога точно е роден и кои са неговите родители. Има много спорове и различни писания за предположения. Но се твърди, че може би е роден от случайното съчетаване на Озирис с Нефтида – съпругата на Сет.

## Египетска митология
| i | n · p | w | E16 |

| i | n · p | w | E16 |

Звездата Инпу е също така Звезда на Изида – Сириус – пътеводна звезда. Земното изображение на Сириус е град Кхем (на гръцки – Летопол). Това е град, разположен право на север от пирамидата на Хуфу (хеопсовата пирамида). Анубис е бил изобразяван като чакал или човек с глава на чакал. Помогнал е на Изида да събере частите от тялото на Озирис, след като Сет ги разпръснал из цял Египет.
Според египетската митология най-силни сред египетските богове са Ре, Ра, Хор, Тот, Анубис, Сет, Изида и богинята на любовта, която можела да контролира всички с мисълта си, освен онези които са истински влюбени.
Анубис се смята за:
- Собственик на везните на правосъдието
- Господар на Амит, който се е молел за порочните души
- Господар на култовия център Синополис
- Небесен Бог
- Пътеводител и защитник на душите
- Бог на гробовете
- Надзирател на мистериите „Анубис и Ра“
- Водач и пазител на мъртвите души

Ролята на Анубис като Пазител на Отвъдното се изразява предимно в наблюдаване на кантара, на който душите на мъртвите се претеглят с перото на Маат. Ако душата е по-лека или равна по тегло с перото, Анубис изпраща душата при Озирис; в противен случай тя попада в Амит.
Анубис бил известен сред Боговете с непроменящите си решения и спазването на безсмъртните древните закони. Всички богове се страхували от него, но също така повечето го обичали. Той бил по-могъщ и от Ра, но избрал Отвъдното царство.
Луций Апулей (на латински: Lucius Apuleius), намира доказателства, че култът към Анубис се поддържа в Рим поне до 2 век.

## Анубис: Бог на Отвъдното
Текстовете в пирамидите на Старото царство свързват Анубис с погребването на фараоните. Той е споделял Царството на мъртъвците с Озирис, друг Бог в египетския пантеон. Той е „този над планините“ и „този, който надзирава балсамирането“, епитети, установяващи важността му като пазител на смъртта и господар на мумификацията.
Както и другите божества в Древен Египет, в течение на времето Анубис е бил свързван с изпълняването на различни роли. В публичните процесии е търсен да ръководи хората. Анубис: древноегипетският Бог на Смъртта Анубис е провъзгласен за бога, който защитава мъртвите и ги насочва към страната на живота след смъртта.
Изобразяван е като полу-чакал, полу-човек, а понякога и с млатило в ръцете си. Обрисуването му като чакал се свързва с животните, обитаващи гробищата в Древен Египет. Чакалите често разравяли човешките останки, което е дало и този образ на Анубис. Почти навсякъде е свързван с черния цвят, изобразяващ черната почва на плодовитата долина на Нил. Този образ е символизирал прераждането и живота след смъртта. Често е бил показван да присъства при мумифицирането или да стои на върха на някоя гробница. По времето на фараоните, той е носил специален костюм.
Вярвало се е, че той е и богът на подземния свят, и в тази си форма е бил обрисуван като жена – Анпут – с дъщеря си, Кибечет. Като бог на подземния свят той е бил смятан за син на Озирис и Нефтис. За това, че Анубис е свързван с Озирис, е довело обединяването на системите за осемте и деветте. Именно Озирис е поставил Анубис за защитник на мъртвите. Той се споменава като „този, който контролира погребалните ритуали“.
Според митологията Анубис е отгледан от Изис, тъй като Сет, братът на Нефтис, е искал да убие незаконнородения син. Така, като син на Изис, Анубис е отраснал като последовател на Озирис. Сестра му – змията или щрауса, носител на водата-Кебечет или Кебехут, е считана за богинята на пречистването. В тази си роля тя е чакала заедно с Анубис по време на мумифицирането, за да подсили тялото срещу бързото изгниване.